# Schefflera quangtriensis
Schefflera quangtriensis är en araliaväxtart som beskrevs av Chih Bei Shang. Schefflera quangtriensis ingår i släktet Schefflera och familjen araliaväxter.
Artens utbredningsområde är Vietnam. Inga underarter finns listade.